# Szegfűgomba
A szegfűgomba (Marasmius) a kalaposgombák rendjében a szegfűgombafélék (Marasmiaceae) család névadó nemzetsége közel száz fajjal.

## Megjelenésük, felépítésük
Apró, fehér spórás, domború vagy lapos kalapú gombák. Ritkán álló, nem lefutó lemezeik fehéresek, krémszínűek vagy okkeresek.